# ルパン三世 念力珍作戦
『ルパン三世 念力珍作戦』（ルパンさんせい ねんりきちんさくせん）は、1974年の日本映画。モンキー・パンチの漫画『ルパン三世』を原作とし、1974年8月3日に公開された同作品初となる実写映画。

## 概要
国際放映作品。赤塚不二夫、中山千夏が企画に名を連ねたが、名義を貸したのみで実際に携わってはいない。監督は東宝クレージー映画シリーズを手がけた坪島孝。公開当時の併映作品は『ノストラダムスの大予言』。
ルパン三世を目黒祐樹、次元大介を田中邦衛、峰不二子を江崎英子、銭形警部を伊東四朗がそれぞれ演じた。なお、石川五ェ門に相当する役は本作に登場しない。踊る暗殺者軍団ドラゴンシスターズとして当時売出し中であったダンスグループポピーズが出演しており、デビュー曲も披露している。
峰不二子を中心に、大人向けのセクシー描写が多いのも特徴である。原作で頻出する「♂マークと♀マークを絡ませた濡れ場表現」を、忠実に映像化している。
内容とあまり関係のないサブタイトル（念力珍作戦）は、「何か時代性のあるタイトルにしろ」という東宝側の指示で、当時流行していた超能力ブームにあやかりスタッフによりつけられたもの。
ルパンをはじめとする主要キャラクターの台詞をアニメ版の声優である山田康雄らの吹き替えに差し替える案があったという。真剣に検討されたものの、出演者側から反発を受け立ち消えとなった。山田はのちに「そりゃそうですよ。俳優がセリフしゃべらないで口をパクパクやってんじゃクサりますよ（笑）」と語っている。
本作におけるルパンの銃はモーゼルHSc（消音器の付いたゴールドモデル）。
長らく、休日の午後や地方局で稀にテレビ放送される程度の視聴困難な作品だった。そんな中、1993年発売のLD-BOX「ルパン三世 シアターBOX」にアニメ版劇場作品と共に本作も収録され、初ソフト化となった。2004年5月28日にDVDが発売された。

## ストーリー
盗んだ車でドライブを楽しんでいたルパン三世は、その道中に刑務所へ護送中だった峰不二子に出会い、彼女を手に入れるため脱獄に協力するが、不二子はルパンを置き去りにして一人で逃げてしまう。警察に捕まったルパンは銭形警部からの取り調べを受けるが、「脱獄に協力したという証拠も証人もない」という理由で釈放される。その直後、ルパンを探していた次元大介と出会い、自身の素性を知ることとなる。ルパンは、かつてフランスで活躍した怪盗アルセーヌ・ルパンの孫であり、世界中の犯罪組織を束ねていた「ルパン帝国」の御曹司だった。しかし、「ルパン帝国」はルパン二世の部下だったマカ・ローニ一家の裏切りによって壊滅し、組織の生き残りは次元と、日本の孤児院で暮らしていたルパンだけとなっていた。
警視総監からルパンの素性を聞かされた銭形警部は、ルパンを逮捕すべく、大岡越前・遠山金四郎の子孫である大岡刑事・遠山刑事と共にルパンを追い掛け回す。しかし、2人は口先だけの役立たずで、銭形警部はルパンによって散々な目に遭ってしまう。そのころ、ルパンの生存を知ったマカ・ローニ一家も、ルパン抹殺のため殺し屋を送り込んできた。
そんな中、ルパンは不二子と再会し、次元と3人で時価56億円もの宝石を盗むことになった。難なく盗みに成功したルパンだったが、肝心の宝石は不二子に一人占めされてしまう。そのうえ、ルパンと次元は銭形警部に追い回され、マカ・ローニ一家の殺し屋たちにも狙われるなど憂き目を見る。次々と現れる殺し屋に辟易したルパンは、「安全だから」という理由で警察に自首し、次元から呆れられてしまう。銭形警部はルパン逮捕の手柄で総監賞を授与され、宇宙人の念力が詰まっているという遮光器土偶を四次元研究所に護送するという任務を任された。
ルパンの自首を知ったマカ・ローニ一家は安堵し、世界中の物好きが欲しがるという遮光器土偶の強奪を画策する。それを探っていた不二子が捕まったと聞いたルパンは慌てて留置所を脱走し、捕らえられている山小屋へ乗り込み無事に不二子を救出した。一方、銭形警部たちが護送する遮光器土偶の強奪を目論むマカ・ローニ一家から次元が土偶をかすめ取り、3人はヘリで逃亡。銭形警部は、この機に乗じてマカ・ローニ一家の逮捕を試みるが、隙を突かれ逃げられてしまう。うまく姿を消したルパンたちだったが、乗っていたヘリが故障して不時着した四次元研究所にて護送役に勘違いされ土偶の盗みに失敗してしまう。
後日、遮光器土偶を護衛した手柄によって再び総監賞の授与を期待した銭形警部だったが、警視総監から「遮光器土偶を守ってくれたのはルパンだろう」と告げられ、ルパンへ感謝状を届けて来るよう命令される。一方、ルパンと不二子は港で戯れ合っており、その光景に次元は呆れ返っている。そこへ銭形警部が現れ、ルパンたち三人は逃走。その様を確認した銭形警部は感謝状を投げ捨て、逮捕すべく追いかけていった。次元・不二子と銭形警部による追走劇を尻目に、カメラに歩み寄ったルパンの「これでおしまい」という台詞とともにスクリーンの幕が下りる。

## キャスト
- ルパン三世[1] - 目黒祐樹
- 峰不二子[1] - 江崎英子
- 謎の女[1] - 安西マリア
- 銭形警部[1] - 伊東四朗
- 殺し屋 丸高太 - 前川清
- 若奥様 - 蕭恵美
- ドラゴン・シスターズ - ポピーズ
- 大岡刑事[1] - 人見明
- 遠山刑事[1] - 江幡高志
- 原九郎兵衛 - 山本麟一
- 警視総監[1] - 藤村有弘
- モッキンパット師[1] - E・H・エリック
- 孤児院に現れた殺し屋 - 天本英世
- 浅間山子[1] - 夏樹レナ
- 浮浪者 - 常田富士男
- 火縄一郎 - 大泉滉
- チョビ髭 - 堺左千夫
- 婦人警官 - 塩沢とき
- 刑事 - 石山克己
- 大口実六 - 田中淳一
- 田舎鳥吾作 - うえずみのる
- 大下駄久六 - 福山象三
- ルパンに追突されるオカマ - 小島三児
- パトロールの警官 - 海野かつを
- 交番の警官 - 青空球児
- 白バイ隊員 - 青空好児
- 大ボスの声 - 大平透
- 次元大介[1] - 田中邦衛

※映画クレジット順
※以下ノンクレジット出演者
- ルパン三世(子ども時代) - 新井昌和
- 護送車の警官 - 鮎川浩
- 孤児院の修道尼 - 川口節子
- パトロールの警官 - 畠山麦
- 美術館警備員 - 広瀬正一
- マラソン実況アナ - 作間功
- 殺し屋（一発必中） - 鈴木和夫
- 殺し屋（仁土露栗千） - 福崎和宏
- 殺し屋（道加千） - 中庸介
- 殺し屋 - 苅谷俊介
- カプセル技術者 - 平田守
- 大ボス - エンベル・アルテンバイ

※映画登場順

## スタッフ
- 原作：モンキー・パンチ
- 監督：坪島孝
- 製作：藤岡豊 大木亀雄
- 脚本：長野洋
- 企画：赤塚不二夫、中山千夏
- 音楽：佐藤勝
- 助監督：志村光隆
- 撮影：市原康至
- 色彩計測：田辺博通
- 美術：竹中和雄
- 録音：西尾昇
- 照明：小島正七
- 編集：山地早智子
- 特殊技術：中野稔
- 疑斗：宇仁貫三
- スチル：中尾孝
- 製作担当：杠洋之輔
- 製作宣伝：川島洋次
- 装置：美建興業
- 装飾：東宝美術
- 衣裳：京都衣裳
- 技髪：川口かつら
- オリジナルサウンドトラック：「ルパン三世 念力珍作戦」[注釈 4]
- 挿入歌：「恋のチャンス」 唄 - ポピーズ
- 現像：東京現像所
- 録音：東京映画
- 配給：東宝